# Zygaena carniolica
Zygène du sainfoin
Espèce
Synonymes
- Sphinx carniolica Scopoli, 1763
- Sphinx onobrychis [Denis & Schiffermüller], 1775
- Zyganea diniensis Herrich-Schäffer, 1852
- Sphynx cruenta Pallas, 1773
- Sphinx flaveola Esper, 1786
- Sphinx hedysari Hubner, 1796
- Sphinx virginea Muller, 1766
- Zyganea vandarbanensis Reiss, 1938
- Zyganea croatica Reiss, 1941
- Zyganea sagarraiana Reiss & Tremewan, 1964
- Zyganea piemonticola Reiss, 1941
- Zyganea formiacola Reiss & Tremewan, 1964
- Zyganea aspromontica Reiss, 1941
- Zyganea media Reiss, 1918
- Zyganea pinskica Reiss, 1941
- Zyganea tuapsica Reiss, 1941
- Zyganea wiedemannii Ménétriés, 1839
- Zyganea alta Reiss, 1921
- Zyganea amabilis Reiss, 1921
- Zyganea achalzichensis Reiss, 1935
- Zygaena carniolica rogervillensis Leraut, 2012
- Zygaena carniolica besseensis Leraut, 2012

Zygaena carniolica, la zygène du sainfoin, est une espèce de papillon d'Eurasie membre de la famille des Zygaenidae. Elle possède une multitude de sous-espèces.

## Sous-espèces
Ses sous-espèces comprennent, :
- Zygaena carniolica carniolica
- Zygaena carniolica albarracina Staudinger, 1887
- Zygaena carniolica amanda Reiss, 1921
- Zygaena carniolica amistosa Aistleitner & Lencina Gutierrez, 1995
- Zygaena carniolica apennina Turati, 1884
- Zygaena carniolica berolinensis Lederer, 1853
- Zygaena carniolica cruenta (Pallas, 1773)
- Zygaena carniolica demavendi Holik, 1936
- Zygaena carniolica descimonti Lucas, 1959
- Zygaena carniolica diniensis Herrich-Schaffer, 1852
- Zygaena carniolica flaveola (Esper, 1786)
- Zygaena carniolica graeca Staudinger, 1870
- Zygaena carniolica hedysari (Hübner, 1796)
- Zygaena carniolica leonhardi Reiss, 1921
- Zygaena carniolica magdalenae Abeille, 1909
- Zygaena carniolica modesta Burgeff, 1914 (France, Belgique, Luxembourg, Allemagne, Autriche, République tchèque et Pologne)
- Zygaena carniolica moraulti Holik, 1938
- Zygaena carniolica piatkowskii de Freina, 2006
- Zygaena carniolica rhaeticola Burgeff, 1926
- Zygaena carniolica roccii Verity, 1920
- Zygaena carniolica siciliana Reiss, 1921
- Zygaena carniolica virginea (Muller, 1766)
- Zygaena carniolica wiedemannii Menetries, 1839

## Distribution
Cette espèce se rencontre dans la plupart de l'Europe, à l'exception des îles britanniques et du nord de la Scandinavie,. Elle est également présente de l'Asie Mineure à l'Iran.

## Habitat
Elle habite les zones chaudes et sèches, les prairies et les terrains calcaires, les pentes steppiques et les pâturages secs.

## Description

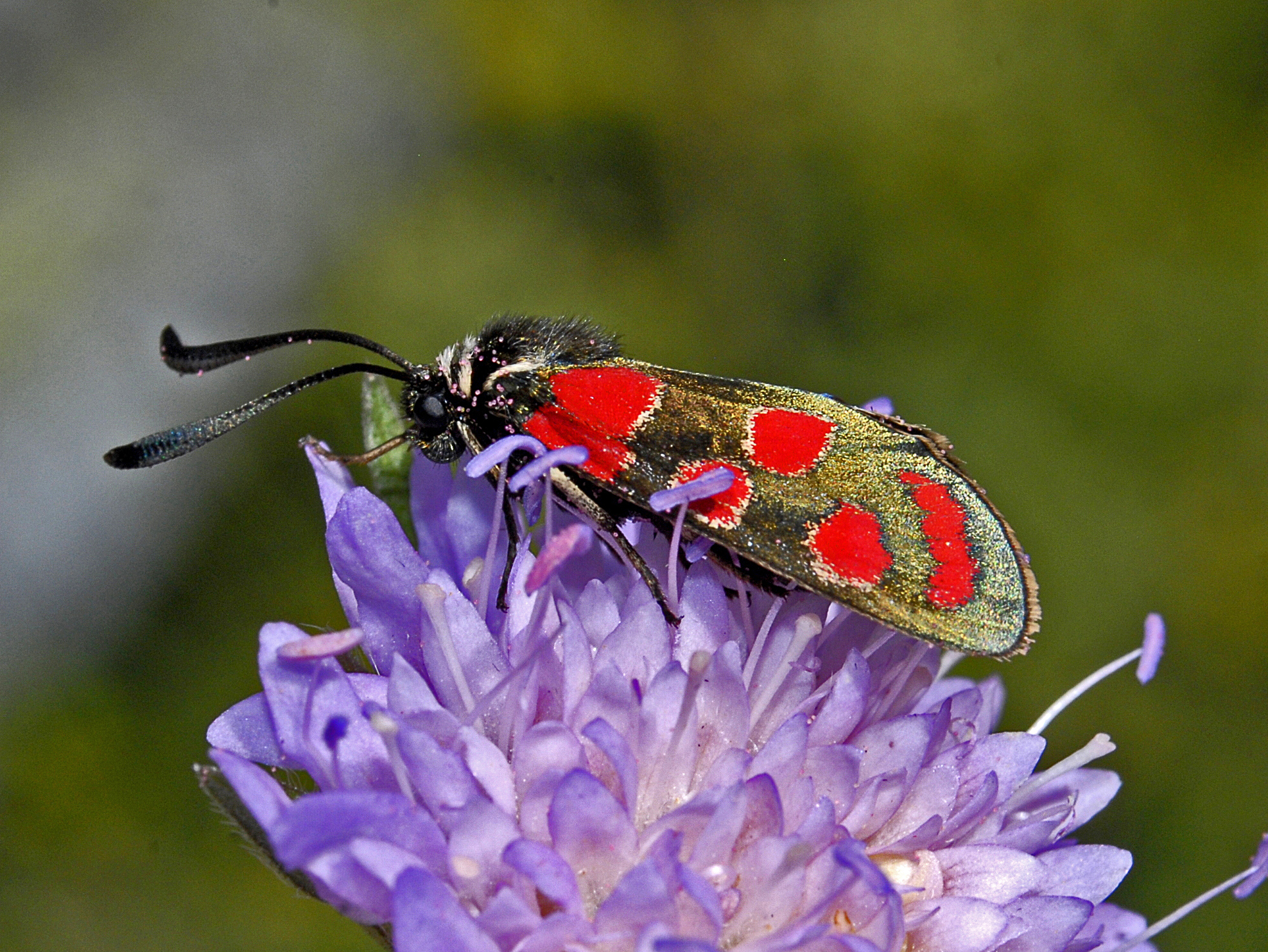
Vue latérale.

Son envergure est de 30 à 35 mm. Ses ailes antérieures sont noir bleuâtre avec six taches rouges entourées de jaune. Les ailes postérieures sont rouges avec une bordure noire. Les taches extérieures ont souvent la forme d'un croissant. L'abdomen est bleu-noir, parfois avec une ceinture rouge. Les variations selon les sous-espèces sont considérables.
La chenille est vert clair avec une série de taches noires triangulaires sur les côtés du corps. Les nymphes sont brun noir, avec un cocon ovoïde blanc ou jaunâtre.
Cette espèce est assez semblable à Zygaena algira (en), Zygaena maroccana, Zygaena occitanica, Zygaena orana (en) et Zygaena youngi .

## Biologie
C'est une espèce univoltine (une seule génération par an). Les adultes volent de juillet à août. Ils se nourrissent du nectar de fleurs des prés de la famille des Fabacées, sur lesquelles ils se reposent souvent en grand nombre. Les larves se nourrissent aux dépens d'espèces des genres Lotus (lotiers), Anthyllis (anthyllides) et Onobrychis (sainfoins). Elles hibernent et se nymphosent en mai-juin.

## Galerie de photos

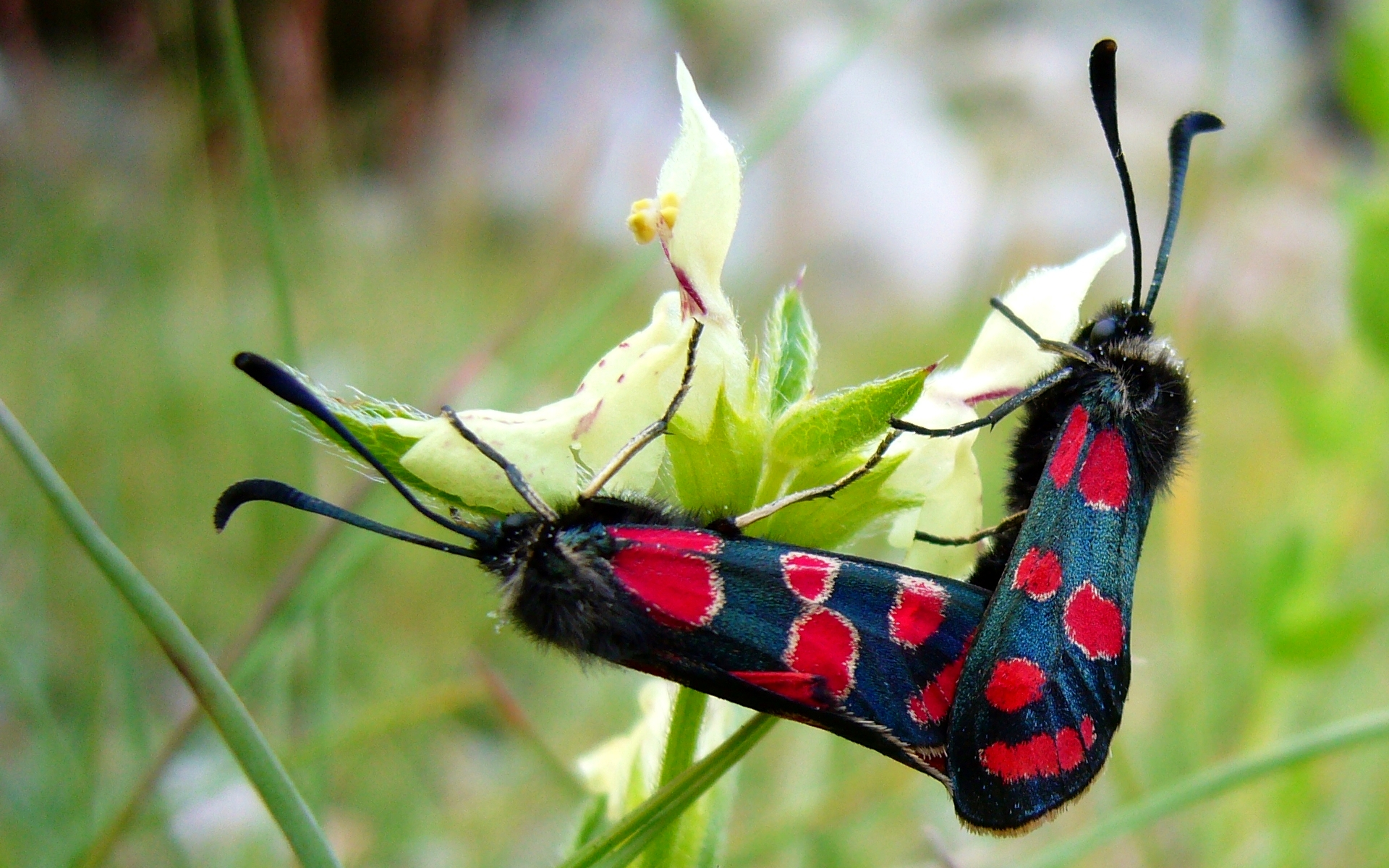
Accouplement.
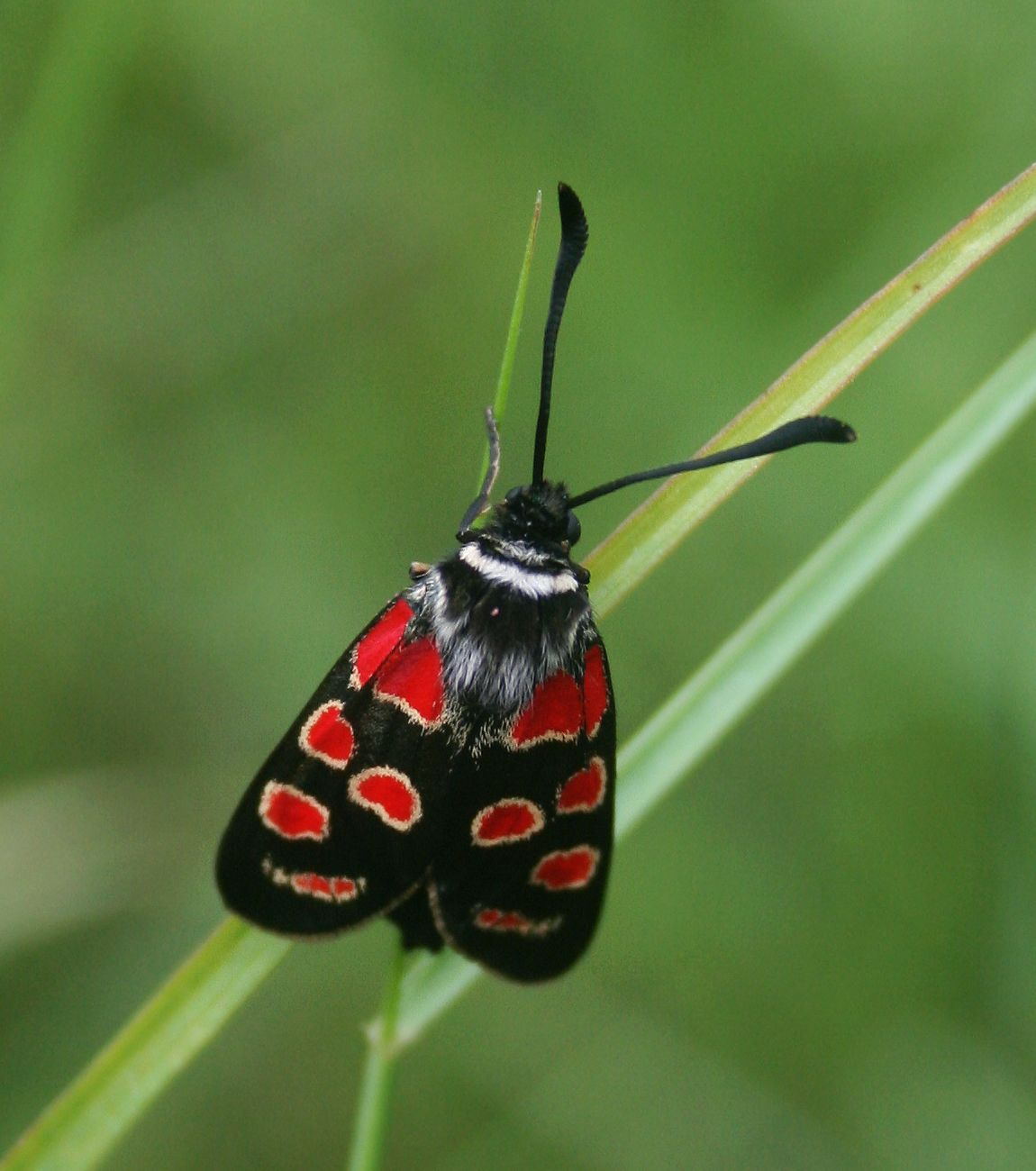
Adulte.
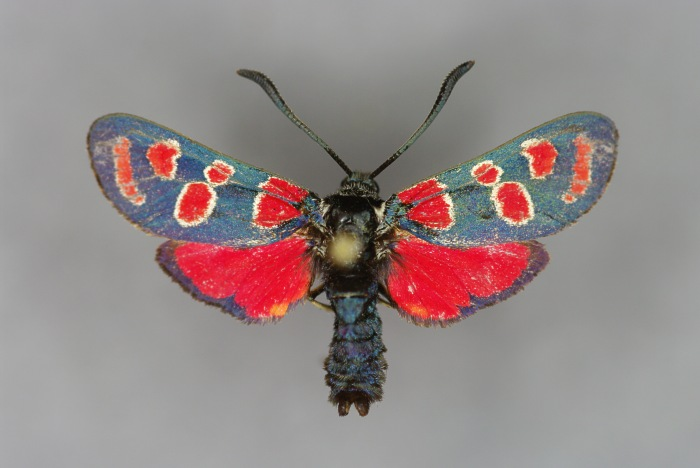
Spécimen monté.
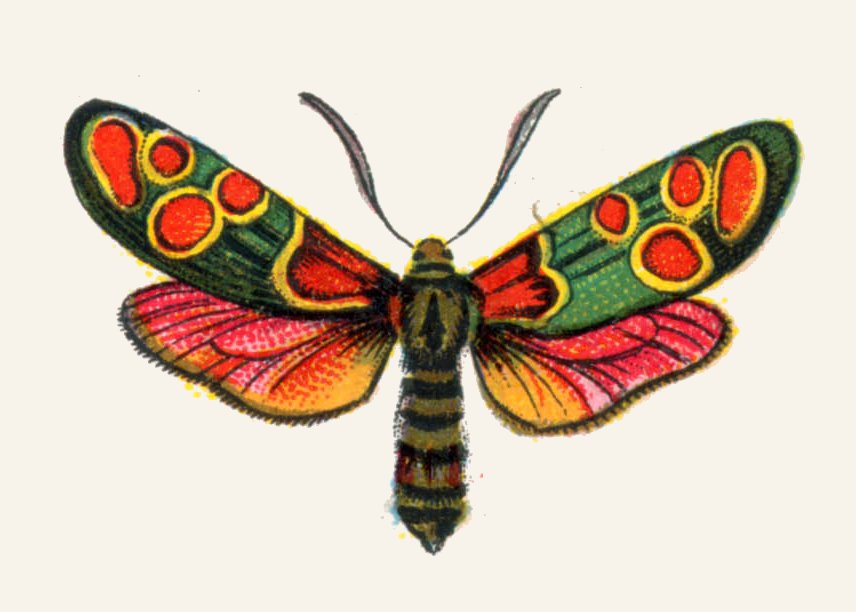
Illustration.
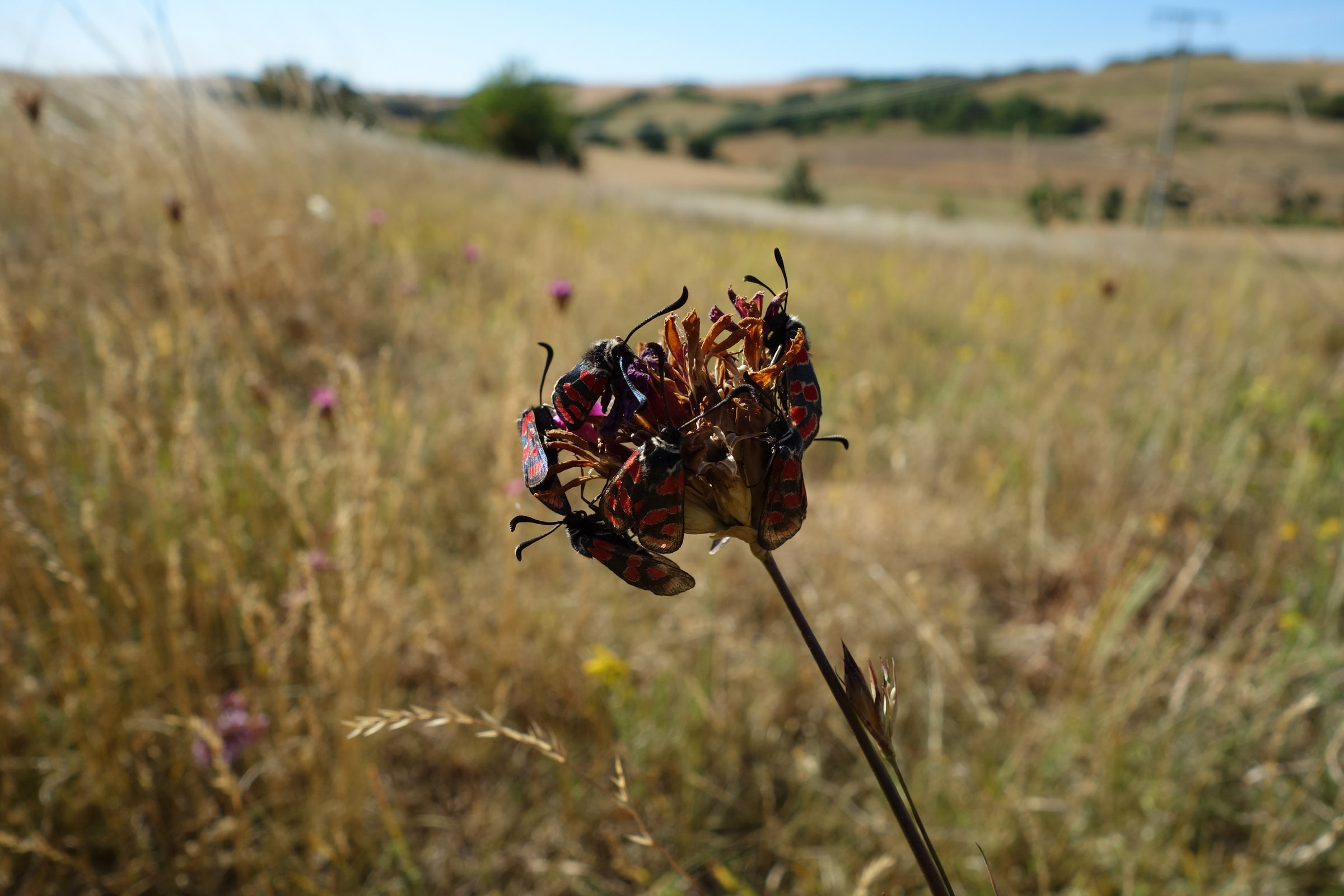
Groupe au repos.